# Scotti (famiglia)
Gli Scotti (Scoto), conosciuti anche come Scotti Douglas o Douglas Scotti, sono un'antica famiglia nobile originaria di Piacenza.

## Storia

### Le origini

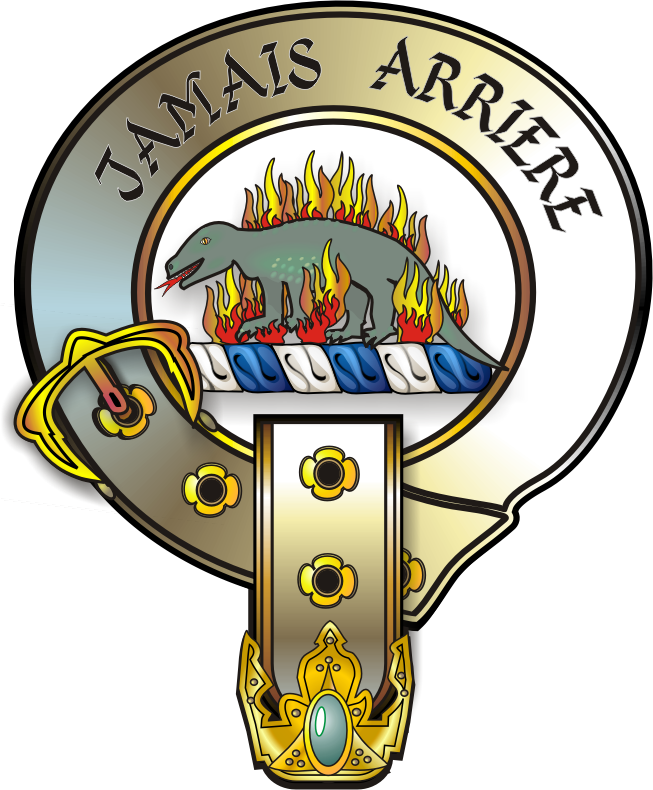
Stemma del Clan Douglas

La famiglia Douglas, originaria della Scozia, ha radici documentate al 770 d.C., quando Sholto Du-Glas, così denominato per il suo aspetto, intervenne in aiuto di Re Solvazio contro Donal-Bane, sconfiggendolo in battaglia, come riportato dagli storici George Buchanan e David Hume. In riconoscimento, Solvazio concesse a Sholto vaste terre nella contea di Glys-Dale, rinominate Duglas-Dale, che posero le basi per l’ascesa della famiglia, spesso in competizione con la casa reale scozzese. Guglielmo Douglas, discendente di Sholto, si stabilì a Piacenza dopo aver partecipato alla campagna di Carlo Magno contro Desiderio, diventando in seguito il capostipite dei Douglas italiani, i quali saranno poi noti come Scotti.
Discendenti di Douglas sarebbero san Donato, vescovo di Fiesole, al quale è dovuta, nell'868 la costruzione della chiesa di santa Brigida a Piacenza e un certo Davide, marito di Eugenia Paleologo e autore di un testamento, nel 997: della figura di Davide, tuttavia, è stata dimostrata l'invenzione. Pur non essendo possibile escludere con certezza la presenza di alcuni capostipiti di origine britannica oppure la permanenza di qualche antenato della famiglia Scotti in Scozia, non esiste alcuna conferma dimostrata delle presunte origini scozzesi del casato, in special modo del legame con il clan Douglas.
Il primo esponente della famiglia Scotti la cui appartenenza alla famiglia sia stata confermata è Rainaldo, che nel 1184 divenne console del collegio dei mercanti. Negli anni immediatamente successivi vengono citati anche i fratelli Guido e Uberto. I vari rami della famiglia Scotti, tuttavia, derivarono da Lanfranco, figlio di Davide, la cui presenza è documentata nel 1221, anno nel quale, in qualità di rappresentante del comune di Piacenza, vietò ai marchesi Pallavicino l'edificazione di un castello nei pressi di Poggio d'Agugliano. Dai quattro figli di Lanfranco, Giovanni, Ruffino, Rolando e Rinaldo, derivarono i quattro principali rami della famiglia Scotti.

### L'ascesa
Di origine popolare, come provato dall'iscrizione ai populares avvenuta nel 1221, la famiglia Scotti si arricchì nel corso del XIII secolo attraverso la pratica dell'attività bancaria e mercantile. Da questo derivarono forti contrasti con la famiglia Anguissola, anch'essa impegnata nello svolgimento delle medesime attività: la contrapposizione tra le due famiglie rimase anche durante le guerre tra guelfi e ghibellini durante le quali gli Anguissola si schierarono tra i filoimperiali ghibellini, mentre gli Scotti furono tra le principali famiglie guelfe piacentine.

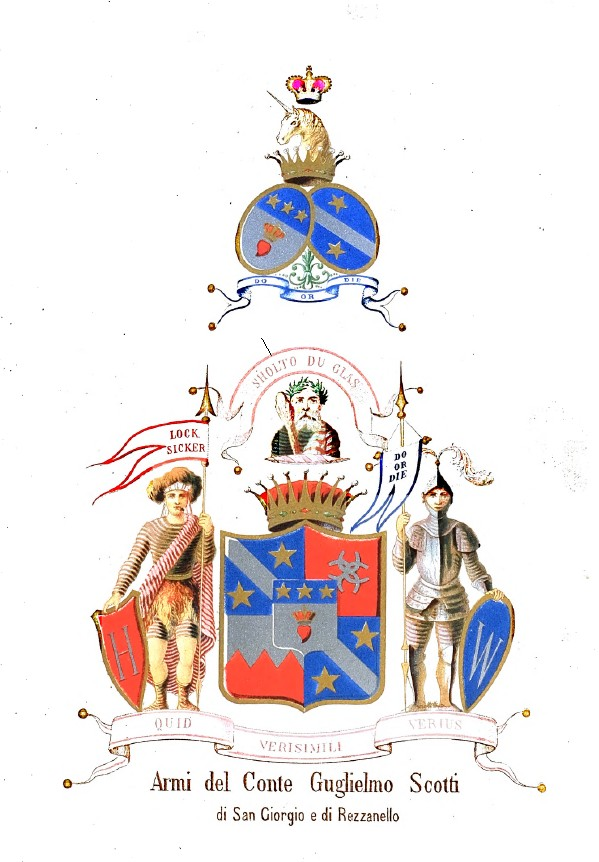
Stemma della famiglia Scotti Douglas

La famiglia Scotti diede anche il nome ad una delle «classi» in cui si raggruppavano i nobili della città di Piacenza: la Societas Scotorum, grande consorteria commerciale e bancaria fondata dalla famiglia, che esercitava la propria attività su scala internazionale operando a Genova e sulle piazze europee ed orientali. Gli Scotti realizzarono già dal dall'inizio del XIV secolo ingentissimi profitti, che vennero investiti dai vari membri della famiglia nella creazione di un considerevole patrimonio fondiario. Questo, nonostante le alterne vicende storiche, rimase, fino a tutto il XIX secolo, nonché ai primi anni del successivo, uno tra i più cospicui della provincia di Piacenza.
Il più importante esponente della famiglia fu Alberto, discendente dal ramo di Giovanni Scotti, che divenne signore di Piacenza tra il 1280 e il 1290: in quegli anni estese i domini di Piacenza fino a Borgonovo Val Tidone e Tortona, fondò la cittadina di Castel San Giovanni. Nel 1302 riuscì nell'impresa di cacciare i Visconti da Milano, diventandone signore. Abbandonato il capoluogo milanese a seguito di frizioni sorte con le famiglie guelfe che lo avevano fin lì sostenuto, nel 1304 dovette abbandonare anche Piacenza, nonostante il supporto della fazione ghibellina. Negli anni successivi conquistò e perse più volte il controllo di Piacenza, fino alla sua cattura, avvenuta nel 1317, seguita poi dalla morte a Crema, nel 1318.
Il figlio primogenito di Alberto, Francesco, dopo aver passato alcuni anni in esilio, riuscì a riconquistare Piacenza nel 1335, salvo dover, poi, lasciare la città ai Visconti l'anno successivo, al termine di un lungo assedio. Da Francesco derivarono Giovanni che nel 1404 divenne conte di Agazzano e Cristoforo che nello stesso anno venne fatto conte di Vigoleno da parte di Gian Galeazzo Visconti.
A Piacenza, all'interno della basilica di San Giovanni in Canale, fondata nel 1220 dai domenicani, si trovano una tomba dipinta ed il grande sarcofago contenente i defunti della famiglia Scotti a partire dal XIV secolo.
Nel 1414 gli eredi di Giacomo Scotti ottennero da parte dall'imperatore Sigismondo il titolo comitale di Castell'Arquato, Fiorenzuola e Vigoleno, nonché la possibilità di aggiungere il nome Douglas al loro cognome, a ricordo dell'antica pretesa origine scozzese della famiglia.
Nel 1475 il ramo degli Scotti di Agazzano si unì alla famiglia Gonzaga in seguito al matrimonio di Giovanni Maria Scotti, conte di Vigoleno, con Luigia Gonzaga, figlia di Francesco I, della linea cadetta di Novellara, dando vita alla famiglia Scotti-Gonzaga.
Nei primi anni del XVI secolo uno dei personaggi più importanti della famiglia Scotti fu Pier Maria, conosciuto come conte Buso, che, dopo aver inizialmente servito la parte guelfa, fu, poi, capo della fazione ghibellina, operando azioni militari in tutti i territori circostanti fino a minacciare più volte la sicurezza della città. Nel 1521 Pier Maria venne ucciso dai suoi stessi alleati in seguito a una congiura dopo che era sopravvissuto ad un assalto condotto dai suoi nemici al castello di Statto.

Stemma degli Scotti di Milano, Palato d'oro e di rosso, il secondo palo d'oro caricato di un'aquila di nero coronata del campo

### Scotti di Milano
Il ramo milanese della famiglia Scotti discende da Bernardino, che ricoprì la carica di podestà presso la città meneghina; tra gli esponenti illustri di questo ramo famigliare figurano:
- Brantino Scotti (XIV secolo), giureconsulto;
- Antonio Scotti (XIV secolo), figlio del precedente, fu tesoriere di Estorre Visconti, signore di Monza;
- Ludovico Vincenzo Scotti (XVII secolo), conte di Colturano e di Vesano;
- Bernardino Scotti (1656-1726), cardinale, figlio del precedente. Fu l'ultimo esponente della famiglia.

### Scotti di Crema
Nel 1568 il conte Lucrezio Scotti sposò Laura Benzoni trasferendosi nel palazzo della famiglia della moglie situato nel centro storico di Crema. Il conte Lucrezio fu capitano dei corazzieri a cavallo ed intrapresero la carriera militare anche i figli Alessandro ed Alberto, nonché il nipote Antonio, figlio di Alberto.
Anche il conte Ferdinando, nato a Piacenza, si domiciliò a Crema, avendo sposato Leonarda Griffoni Sant’Angelo ed andando a vivere nel palazzo che sarebbe successivamente diventato palazzo Marazzi: nel 1620 ottenne un seggio nel Gran Consiglio cittadino. Fu poi militare della Repubblica di Venezia fino al grado di luogotenente di cavalleria partecipando alla guerra del Friuli nella quale costrinse le truppe austriache in conflitto con Venezia a ritirarsi oltre Gorizia. Successivamente batté i turchi nella guerra di Candia. Furono militari anche i figli Paolo e Claudio.
Con il conte Paolo, deceduto nel 1774, si estinse il ramo cremasco della famiglia.

### Ramo di Vigoleno e gli Scotti Douglas di Napoli
Il ramo dei conti Scotti Douglas di Vigoleno discende da Bartolomeo, fratello di Francesco, che si distinse per generosità e potenza, fortificando castelli e contribuendo alla restaurazione di Piacenza. Suo figlio Antonio Maria, ambasciatore presso Papa Giulio II, fu il capostipite della linea di Gragnano, mentre Giovanni Maria generò Gaspare, la cui discendenza si estinse a seguito del coinvolgimento in una congiura contro la famiglia Farnese. Da Francesco, altro figlio di Bartolomeo, si originò un ramo famigliare che prosperò con Alessandro, con il quale, conosciuto per la sua religiosità, furono operati diversi abbellimenti al castello di Vigoleno, e Cesare, marchese e ambasciatore del duca Ranuccio I Farnese. Il ramo di Vigoleno continuò con Odoardo, che ricoprì la carica di gran scudiero del duca Ranuccio II Farnese, e Filippo, il quale si stabilì a Napoli insieme Giuseppe, che fu tenente generale sotto Carlo III di Borbone. Negli anni successivi gli eredi consolidarono il loro legame con i Borbone di Napoli, con diversi membri della famiglia che prestarono servizio nelle guardie reali borboniche.
Nel 1850 il generale Luigi Scotti Douglas, che successivamente avrebbe guidato le forze del Regno delle Due Sicilie durante la battaglia del Macerone, al termine della quale sarebbe stato fatto prigioniero dalle vittoriose truppe sabaude, fu nominato commendatore dell'Ordine del merito sotto il titolo di San Lodovico da parte del duca di Parma e Piacenza Carlo III di Parma.
Nel testo del diploma di nomina, redatto in lingua italiana, vengono elogiate le "distinte qualità, scienza e capacità, la fedeltà e la devozione" dimostrate dallo Scotti Douglas verso la Real Casa di Borbone-Parma e il suo servizio. La concessione del grado di Commendatore conferiva al conte Luigi Scotti Douglas e ai suoi discendenti la nobiltà ereditaria.
Il 13 ottobre 1856 fu riconosciuto alla famiglia, tramite un regio rescritto, il titolo di conti di Vigoleno.
La famiglia mantenne il suo status nobiliare anche dopo l’unificazione italiana, come attestato dalle edizioni del 1922 e del 1933 dell’Elenco Ufficiale Nobiliare Italiano e dall’Enciclopedia storico-nobiliare italiana di Vittorio Spreti.

## Personalità illustri

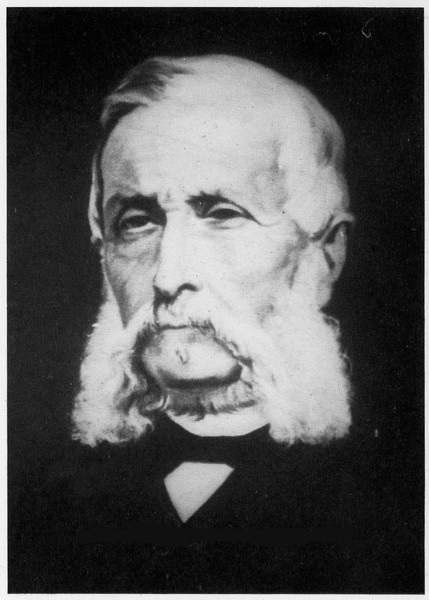
Luigi Scotti Douglas

La famiglia annovera tra i suoi più illustri esponenti:
- Giovanni Scotti (XIII secolo), mercante e ricco possidente:
- Alberto Scotti (1270-1318), signore di Piacenza nel 1290;
- Francesco Scotti (XIV secolo), podestà di Bologna;
- Alberto II Scotti (XV secolo), signore di Fiorenzuola;
- Caterina Scotti (1400 circa - 1468) di Agazzano, sposò il marchese Rolando Pallavicino detto "il Magnifico", dal quale derivarono i numerosi rami cadetti della famiglia;
- Pier Maria Scotti Douglas di Vigoleno detto "conte Buso" (Vigoleno, 1481 circa – Agazzano, 30 agosto 1521) è stato un nobile, capitano di ventura e avventuriero italiano;
- Gianbernardino Scotti (1478-1568), cardinale;
- Alberto Scotti (?-1570), Conte di Fombio caduto in combattimento a Nicosia il 15 agosto 1570 con Cesare Piovene, tentando di rompere l'assedio della città, durante la guerra di Cipro.
- Ranuccio Scotti Douglas (1597-1659), vescovo di Fidenza[20]
- Domenico Maria Scotti Douglas, conte di Sarmato (1751-1854); fece costruire il palazzo Scotti in via San Siro a Piacenza[21]
- Luigi Scotti Douglas (1796-1880), nobile e generale napoletano.
- Paolo Scotti Douglas Della Scala, Conte di San Giorgio Piacentino (1794-1877), dal 1854 Governatore di Piacenza prima dell'unità d'Italia[22], dal 1855 Generale Brigadiere di Sua Altezza Reale il duca Roberto I di Parma.